# Военен журнал
«Военен журнал» — журнал, официальный печатный орган военного министерства Болгарского царства, позднее - министерства народной обороны Народной Республики Болгария и министерства обороны Республики Болгария.

## История
Выпуск журнала был начат весной 1888 года в типографии военного министерства в Софии.
Первым редактором журнала стал майор штаба армии Рачо Петров. Тираж первого номера составил 2000 экземпляров.
До 14 февраля 1892 года, когда в Софии начала выходить газета "Военни известия", журнал являлся единственным печатным изданием военного министерства.
В 1913 году и в 1916 - 1919 годы журнал не издавался.
19 марта 1919 года типография журнала была выведена из состава военного министерства и преобразована в самостоятельную организацию "Военноиздателски фонд".
В 1927 году началось издание специализированного журнала "Военноисторически сборник" (посвящённого общетеоретическим вопросам военной истории).
С июля 1930 до апреля 1943 года журнал выходил с приложением "Преглед на чуждестранния военен печат" (всего вышло 46 номеров приложения).
Приказом министра обороны Болгарии Д. Луджева № 16 от 27 января 1992 года журнал был назван "военно-теоретическим изданием вооружённых сил Болгарии".
После объединения в 2000 году редакции журнала с редакционным отделом Софийской военной академии журнал также является печатным изданием Софийской военной академии имени Г. Раковского.